# August Bohny

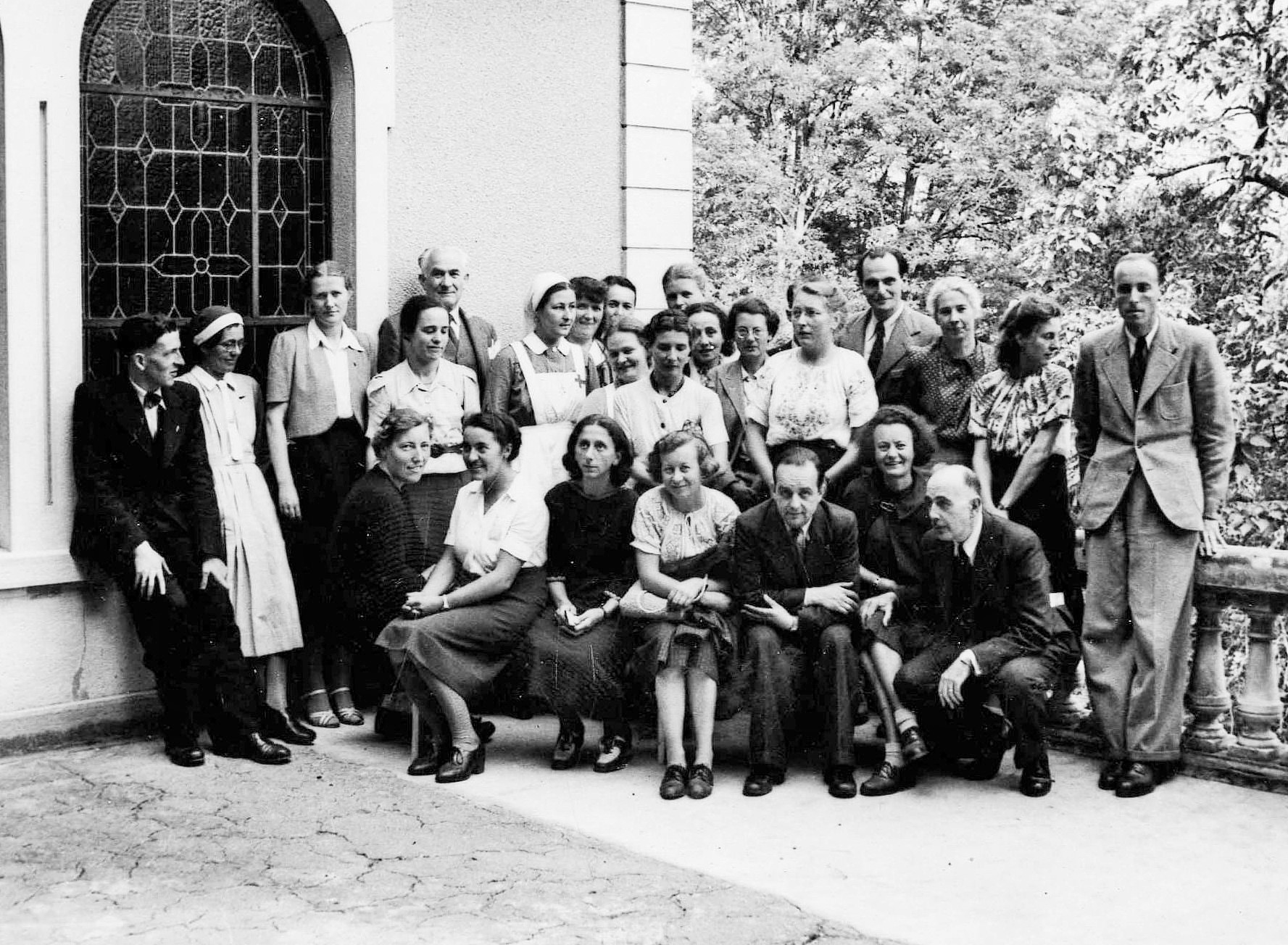
August Bohny (1. von links), Friedel Reiter (1. Reihe sitzend: 2. von links) SRK-Mitarbeiter Treffen in Montluel, Juni 1942

August Bohny (* 9. Juli 1919 in Basel; † 18. August 2016 ebenda) war ein Schweizer Lehrer, Logopäde und Flüchtlingshelfer.

## Leben
August Bohny wuchs als Sohn eines Tram-Kondukteurs  in Basel auf, wo er das Gymnasium besuchte und eine musikalische Ausbildung (Klavier und Klarinette) machte. 1937 trat der dem Freiwilligen Internationalen Zivildienst bei. 1939–1941 studierte er am Lehrerseminar und absolvierte die Rekrutenschule.
Im Mai 1941 meldete er sich bei Maurice Dubois, dem Leiter Südfrankreich der Arbeitsgemeinschaft für kriegsgeschädigte Kinder (SAK) (ab 1942 Kinderhilfe des Schweizerischen Roten Kreuzes), in Toulouse. In der Kinderkolonie Pringy wurde er von der Leiterin Ruth von Wild in die Arbeit eingeführt.
Bohny verbrachte kurze Zeit in der Kolonie Talloires, bevor er im September in 1941 in Le Chambon-sur-Lignon eintraf. Die einsame Gegend auf dem Hochplateau der Cevennen war eine ehemalige Hochburg der Hugenotten, die hier Kamisarden hiessen, und im Zweiten Weltkrieg ein Zentrum der französischen Résistance. Dort war er Mitbegründer und Leiter der Kinderhäuser Abric, Faidoli, Atelier Cévenol und Ferme Ecole, wo rund 200 Kinder jeweils etwa sechs Monate verbrachten.
Dank der Zusammenarbeit von Bohny mit Pfarrer André Trocmé und einheimischen Flüchtlingshelfern gelang es, zahlreiche Kinder vor Razzien und Deportationen zu retten. In der Gegend von Chambon-sur-Lignon wurden 3.000 bis 5.000 Personen durch das Engagement (falsche Ausweispapiere, Lebensmittelkarten, Unterstützung der Flucht in die Schweiz) ihrer Bewohner vor dem sicheren Tod in den Lagern gerettet.
1942 traf er in Montluel Friedel Reiter, die 1944 seine Frau wurde. Nach der Befreiung Frankreichs kehrten sie im Dezember 1944 in die Schweiz zurück, wo ihre vier Kinder (Jörg, Verena, Hansruedi und Christoph) geboren wurden.
1945 half er bei den Vorbereitungen zum Aufbau des Kinderdorfes Pestalozzi und im Juli 1945 leitete er für die Buchenwaldaktion der Schweizer Spende den Erholungsurlaub der überlebenden Kinder aus dem KZ Buchenwald auf dem Zugerberg. Später betreute er unterernährte holländische Kinder im Tessin.
Ab 1946 unterrichtete er schwererziehbare Kinder und war als Logopäde tätig. Er war von 1979 bis 1995 Präsident des Schweizerischen Zentralvereins für das Blindenwesen (SZB).
Der Vorlass befindet sich im Archiv für Zeitgeschichte in Zürich.

## Ehrungen
- 1990: Gerechter unter den Völkern, Yad Vashem[3]

- 1994: Moral Courage Award der Jewish Foundation for Christian Rescuers (heute: Jewish Foundation for the Righteous), gemeinsam mit seiner Frau.

## Veröffentlichungen
- mit Roger Darcissac[4] und illustriert von Hans Beutler: Faïdoli: chansonnier franco-suisse de la "Montagne". Liederbuch. Verlag Gilbert Chabrut, Saint-Étienne 1944.
- mit Walter Hohl: Mathematik in der Volksschule : Operatives Rechnen mit farbigen Stäben. Mehrteilig für 1.–3. Schuljahr mit Lehrerheften. Verlag Klett und Balmer, Zug 1972.
- Unvergessene Geschichten. Zivildienst, Schweizer Kinderhilfe und das Rote Kreuz in Südfrankreich 1941–1945. Vorwort von Margot Wicki-Schwarzschild. Bearbeitet und eingeleitet von Helena Kanyar Becker. Herausgegeben von Erhard Roy Wiehn. Hartung-Gorre Verlag, Konstanz 2009, ISBN 3-86628-278-8.

## Filme
- Dokumentarfilm Journal de Rivesaltes 1941–1942, 1997.

Die Ereignisse in Le Chambon-sur-Lignon sind dreimal verfilmt worden:
- 1972: Les Camisards
- 1989: Les armes de l’esprit
- 1994: La colline aux mille enfants